# Gora Gavrilova
Gora Gavrilova är ett berg i Antarktis. Det ligger i Östantarktis. Argentina och Storbritannien gör anspråk på området. Toppen på Gora Gavrilova är 625 meter över havet.
Terrängen runt Gora Gavrilova är kuperad åt sydväst, men åt nordost är den platt.  Trakten är obefolkad. Det finns inga samhällen i närheten.